# خلية أوبالسكي
خلية أوبالسكي (بالإنجليزية: Opalski cell)‏ هي خليةٌ دبقيةٌ كبيرةُ الحجم (يصل قطرها إلى 35 ميكرومتر)، تنشئ من الخلايا النجمية المتحللة، مع نوًى صغيرة، مبتعدة عن المركز، متغلظة، كثيفة الصبغة (مفردة أو متعددة)، مُزاحة إلى الجوانب، بالإضافة إلى سيتوبلازم حبيبي دقيق، موجود في المناطق القشرية وتحت القشرية (العقد القاعدية والمهاد) لأدمغة الأشخاص المصابين بداء ويلسون والتنكس الكبدي العدسي المكتسب. وُصفت هذه الخلايا للمرة الأولى بواسطة آدم أوبالسكي، وهو طبيب أعصاب بولندي.